# Front Democràtic Kurd
Front Democràtic Kurd de Síria (Bera Demokrat a Kurd li Sûriyê / Jabhah al-Dimuqrati al-Kurdi fi-Suriyah; BDKS) fou una aliança de partits kurds de Síria formada el 2001, reunint a:
- Partit Progressista Democràtic Kurd de Síria
- Partit Democràtic Kurd a Síria-El Partit
- Partit de l'Esquerra Kurda de Síria